# نوک‌خاری نواری
نوک‌خاری نواری (نام علمی: Acanthiza lineata) نام یک گونه از سرده نوک‌خاری است.